# Chrysosoma meyeri
Chrysosoma meyeri är en tvåvingeart som först beskrevs av Vanschuytbroeck 1962.  Chrysosoma meyeri ingår i släktet Chrysosoma och familjen styltflugor.
Artens utbredningsområde är Nigeria. Inga underarter finns listade i Catalogue of Life.